# Distretto di Bekabad
Il distretto di Bekabad (usbeco Bekobod) è uno dei 15 distretti della Regione di Tashkent, in Uzbekistan. Il capoluogo è Zafar.